# Osiedle Srebrnych Orłów
Osiedle Srebrnych Orłów – osiedle w Krakowie wchodzące w skład Dzielnicy XV Mistrzejowice, niestanowiące jednostki pomocniczej niższego rzędu w ramach dzielnicy.

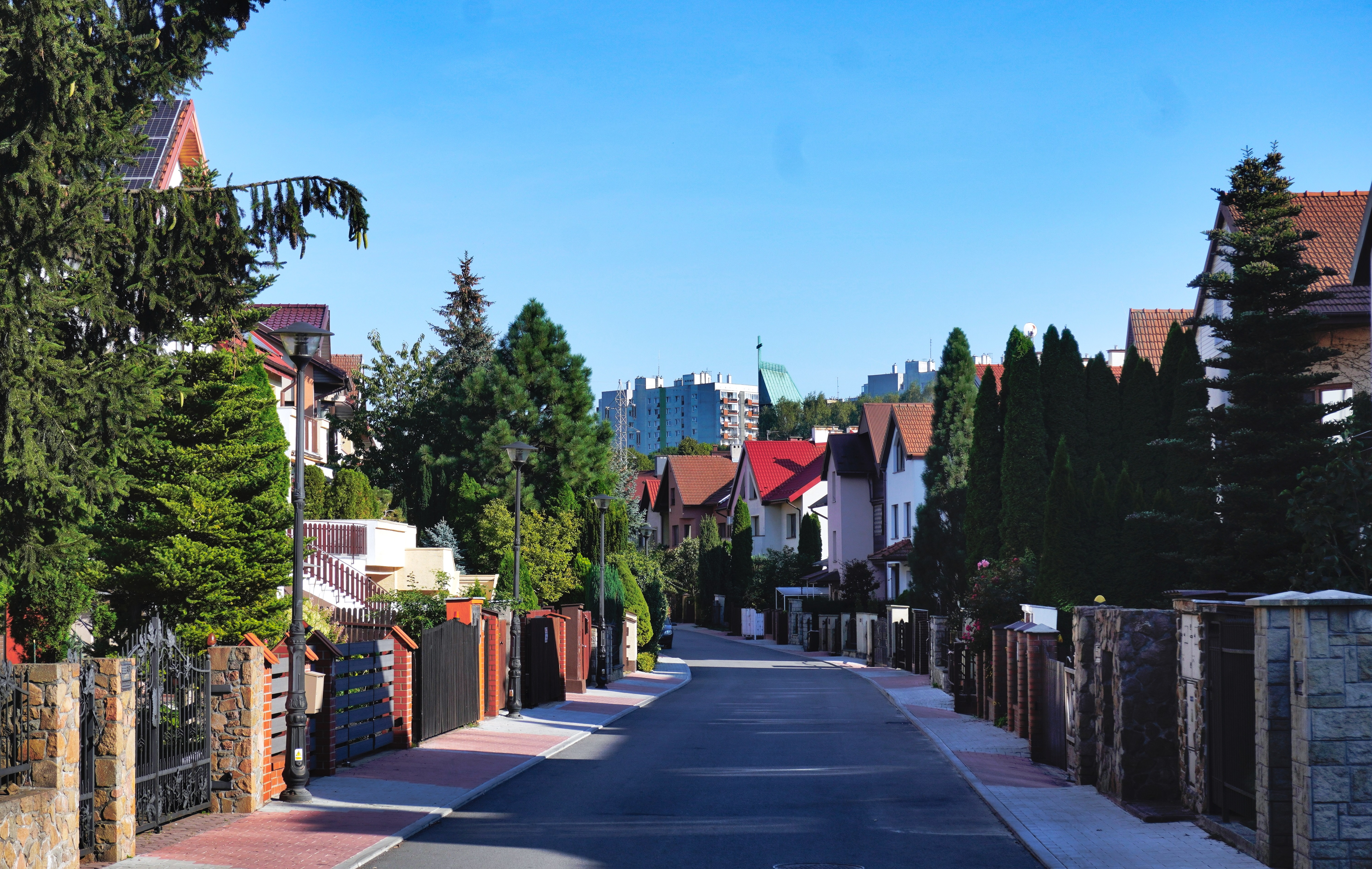
Ulica Budziszyńska
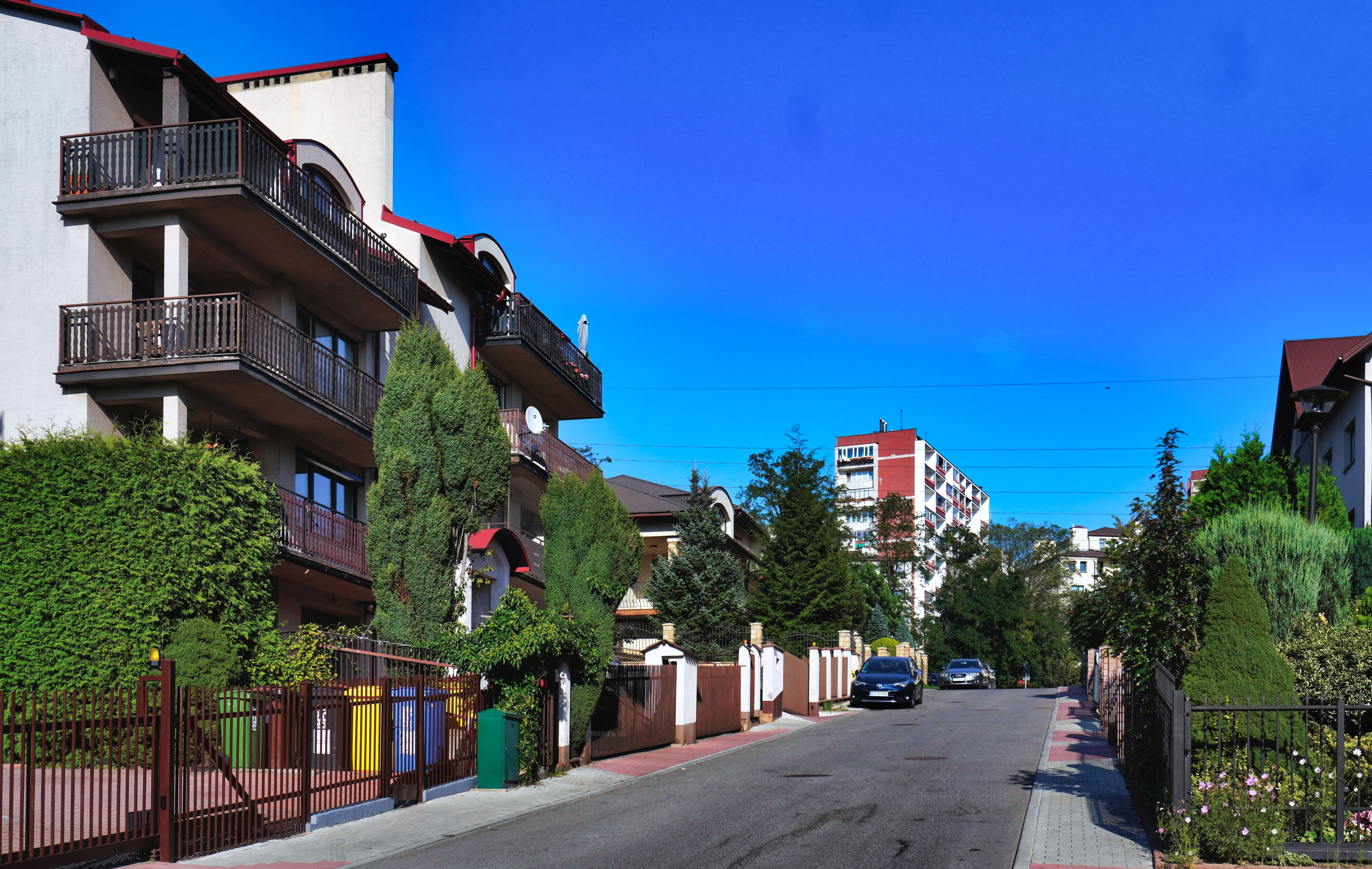
Ulica Zjazdu Gnieźnieńskiego
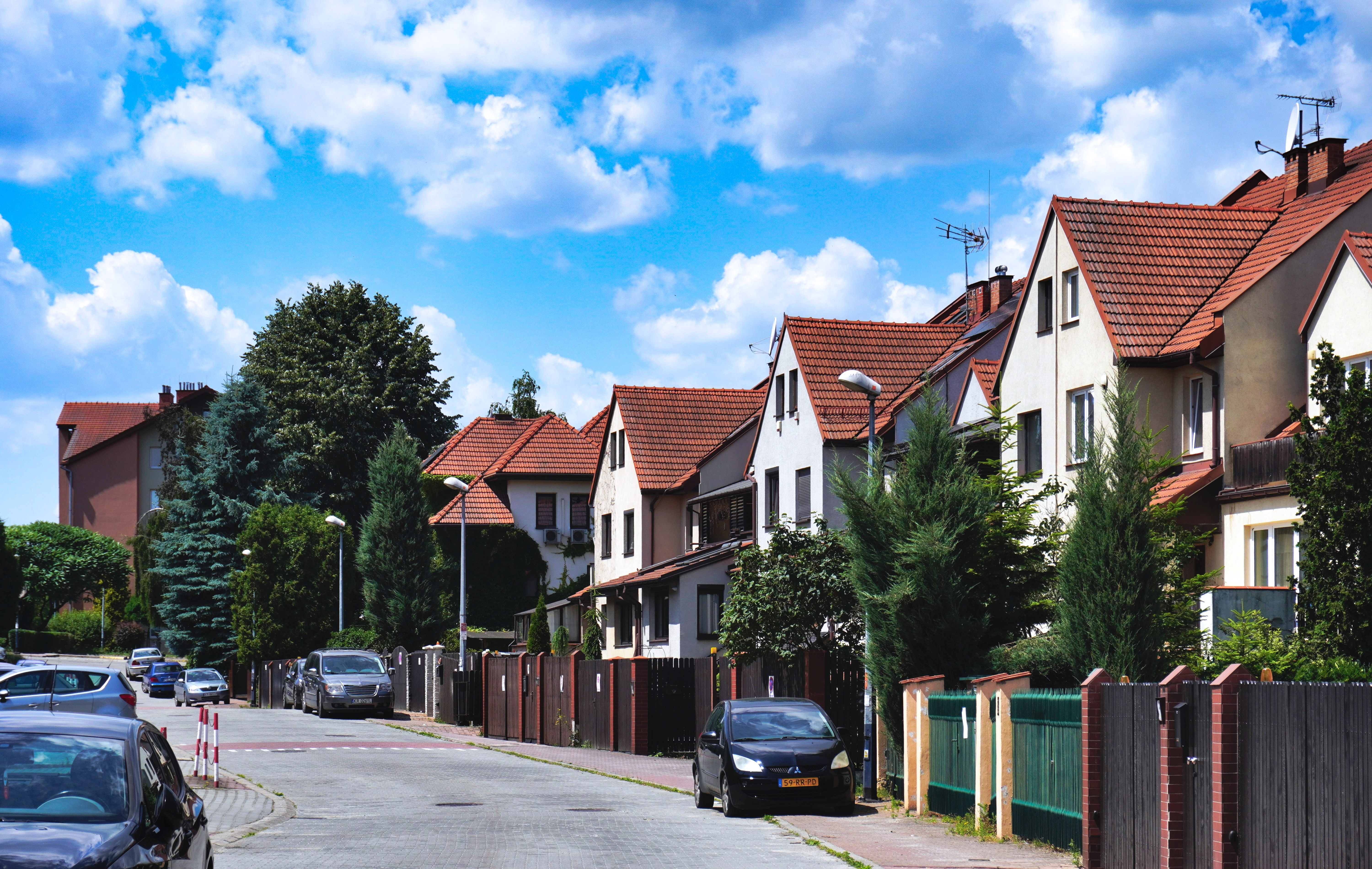
Ulica Jerzego Zawieyskiego
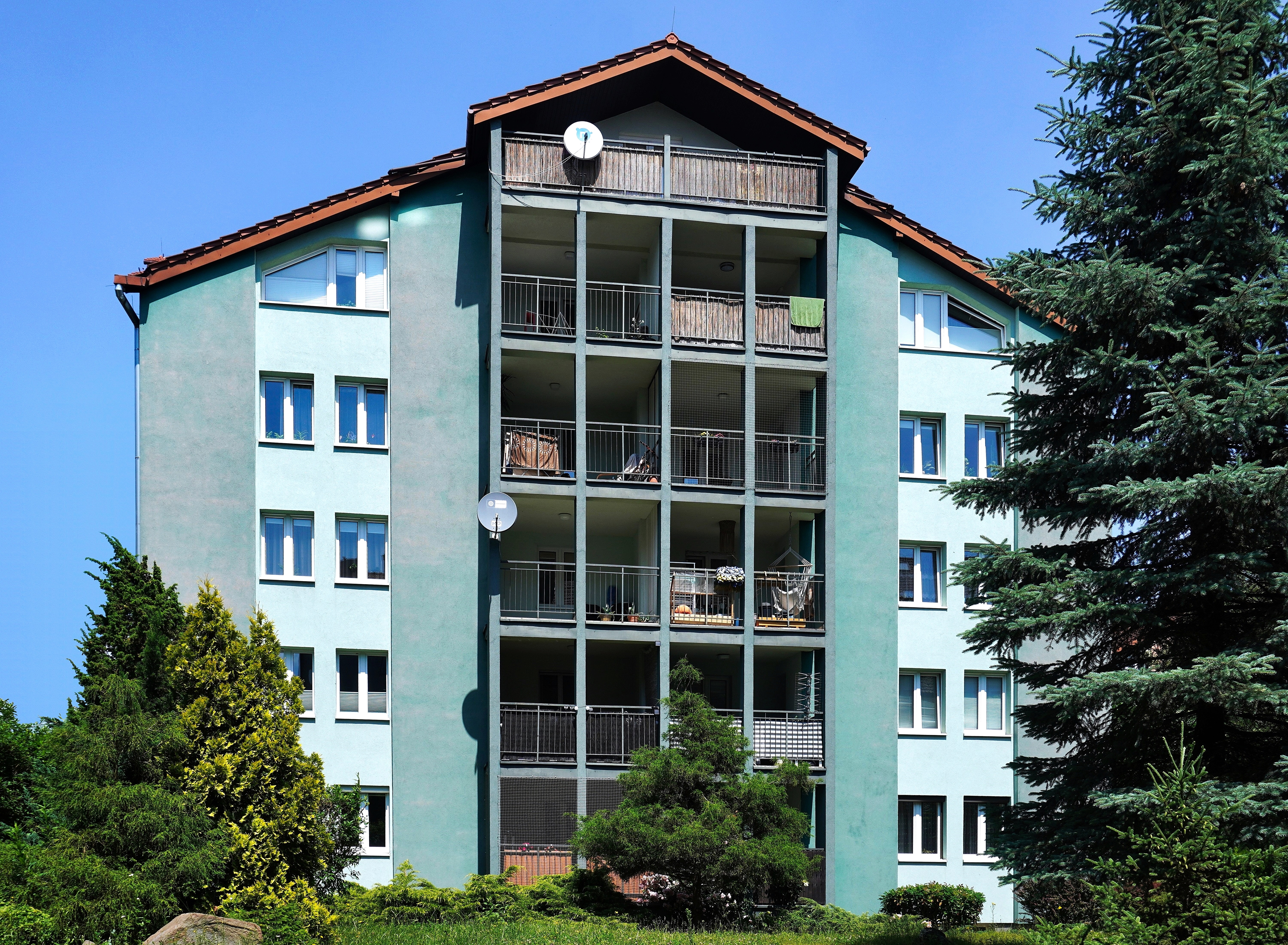
Wnętrze osiedla, blok przy ul. Baziaka 7
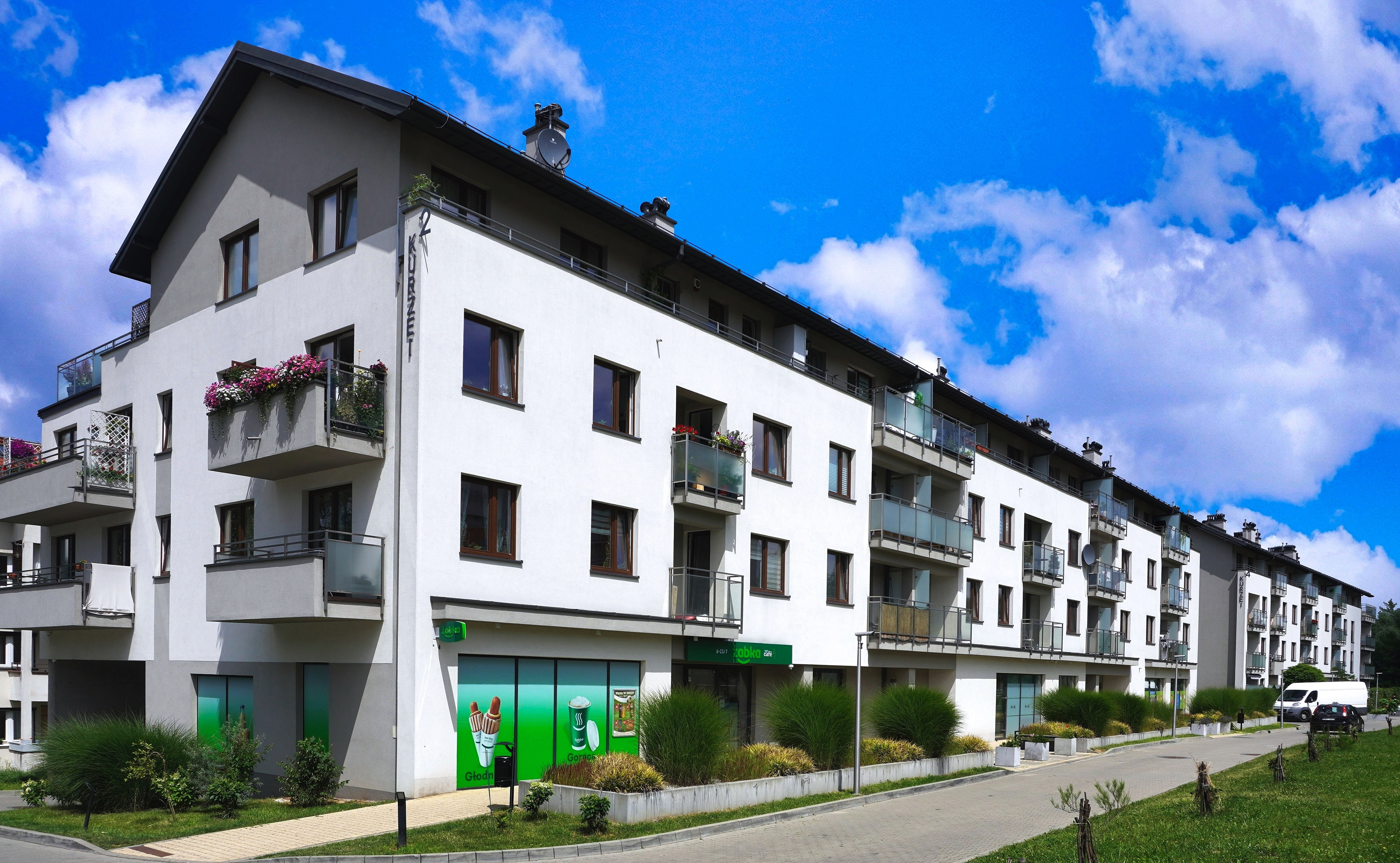
Wnętrze osiedla, bloki przy ul. Kurzei 2 i 4